# Bleicherode
Bleicherode – miasto i gmina (Landgemeinde) w Niemczech, w kraju związkowym Turyngia, w powiecie Nordhausen. Do 31 grudnia 2018 miasto pełniło funkcję „gminy realizującej” (niem. „erfüllende Gemeinde”) dla gmin wiejskich: Etzelsrode, Friedrichsthal, Kehmstedt, Kleinbodungen, Kraja, Lipprechterode oraz Niedergebra. 1 stycznia 2019 gminy Etzelsrode, Friedrichsthal, Kleinbodungen, Kraja, Hainrode, Nohra, Wipperdorf i Wolkramshausen zostały przyłączone do miasta i stały się jego dzielnicami. Dla pozostałych gmin miasto nadal pełni funkcję „gminy realizującej” oraz dodatkowo dla gmin Großlohra i Kleinfurra.

## Historia

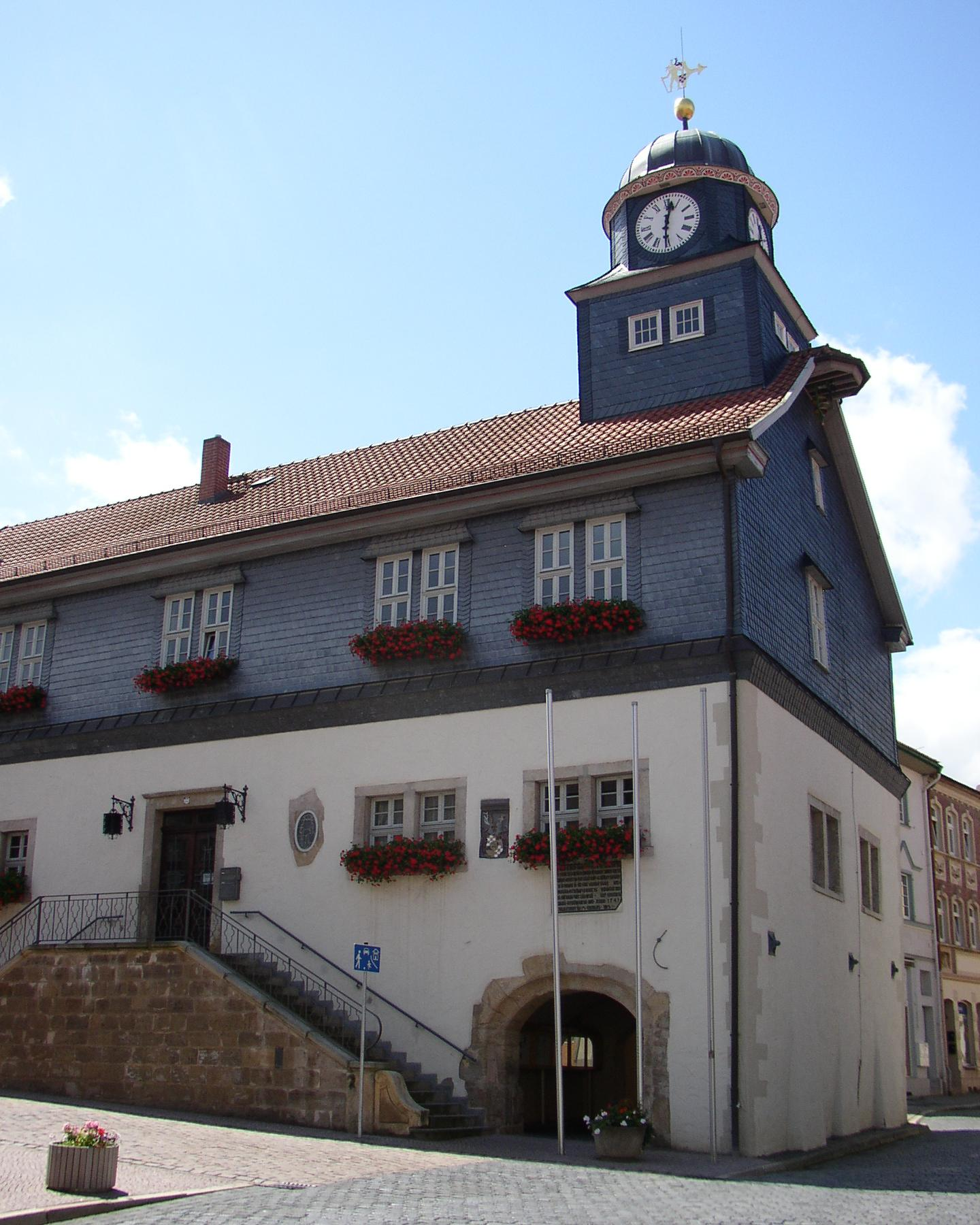
Ratusz w Bleicherode

Pierwsza udokumentowana wzmianka o osadzie Blicherode pochodzi z 1130 roku, obszar ten zamieszkany był jednak już wcześniej, świadczą o tym m.in. zamek (gród) na wale oraz inne zabytki historyczne.
Bleicherode należało do części Królestwa Turyngii (Königreich Thüringen), które po zniszczeniu turyńskiej siedziby królów (dzisiaj ruiny zamku) zostało w roku 531 zdobyte przez sprzymierzonych Franków i Sasów. Około 250 lat później obszar ten należał do Księstwa Frankońskiego (Herzogtum Franken). Henryk IV von Hohnstein zdobył Bleicherode w 1303, a w 1322 nadał mu ograniczone prawa miejskie.
W 1326 roku miejscowość ta została po raz pierwszy wymieniona jako miasto, otrzymała własną pieczęć i herb. W 1442 roku powstał w Bleicherode Cech Płócienniczy (Związek Rzemieślników Odzieżowych), w 1503 uchwalono pierwszy statut miejski, z tego też roku pochodzi pierwsza wzmianka o szpitalu. Za czasów burmistrza Heinricha Heise w latach 1540/1541 wybudowano ratusz miejski, na którego fundamentach, zniszczonych podczas wojny trzydziestoletniej, odbudowanych i zachowanych do dzisiaj, stoi odrestaurowany ratusz.
Podczas wojny trzydziestoletniej, 3 października 1632 roku, Bleicherode zostało splądrowane i podpalone przez oddziały grafa Gotfryda Henryka zu Pappenheim. Wskutek działań wojennych zniszczone zostały takie dziedziny gospodarki jak rolnictwo, tkactwo i rzemiosło. Mieszkańcy zajęli się hodowlą ślimaków. Od tego czasu nosili przezwisko Schneckenhengste (Schnecke – pol. ślimak, Hengst – ogier). W roku 1684 Bleicherode znalazło się pod władzą brandenburską, a od 1699 podlegało bezpośrednio królowi pruskiemu. Król Fryderyk II Wielki, odwiedził miasto w 1754 roku i wydał nakaz do powstania przemysłu tekstylnego, wskutek tego powstały pierwsze manufaktury.
18 kwietnia 1822 w Bleicherode urodził się prof. dr August Petermann. Był jednym z najbardziej znaczących kartografów swoich czasów.
W roku 1888 w okolicy Bleicherode znaleziono złoża soli, w sierpniu 1899 zbudowano pierwszy szyb i od roku 1890 życie miasta i okolic całkowicie zdominowało wydobycie soli. Po wybudowaniu w roku 1903 elektrowni, założeniu w 1911 roku centrali dalekobieżnej Südharz i budowie elektrowni Bleicherode-Ost, gospodarka energetyczna stała się jednym z ważniejszych sektorów gospodarki miasta. Wykorzystując położenie miasta, medyk Karol Keilholz założył tu w 1900 roku uzdrowisko, a w roku 1911 miejscowość otrzymała status kurortu (Luftkurort, Luft – powietrze), który utrzymało aż do I wojny światowej.
Po I wojnie światowej rozkwitł nie tylko przemysł, handel, rzemiosło, ale także życie kulturalno-umysłowe miasta. W roku 1930 oddano pływalnię miejską, później kino. Obydwie instytucje czynne są do dziś.
Po zjednoczeniu Niemiec w roku 1990 „znikła” ponad 500-letnia tradycja przemysłu tekstylnego, a najbardziej znaczący pracodawca regionu – kopalnia soli – przerwał wydobycie. Rejony przemysłowe zostały udostępnione przez władze miasta inwestorom.

## Współpraca
Miejscowości partnerskie:
- Kretynga, Litwa
- Niederzier, Nadrenia Północna-Westfalia
- Orneta, Polska
- Strełcza, Bułgaria
- Vieux-Condé, Francja